# 부그와 엘리엇: 늑대 인간의 공포
《부그와 엘리엇: 늑대 인간의 공포》(영어: Open Season: Scared Silly)는 2015년 공개된 미국의 애니메이션 영화이다.

## 캐스팅
- 브라이언 드러먼드
- 리 토카
- 피터 키라니스
- 론 카디널
- 섀넌 챈켄트